# 이스트런던

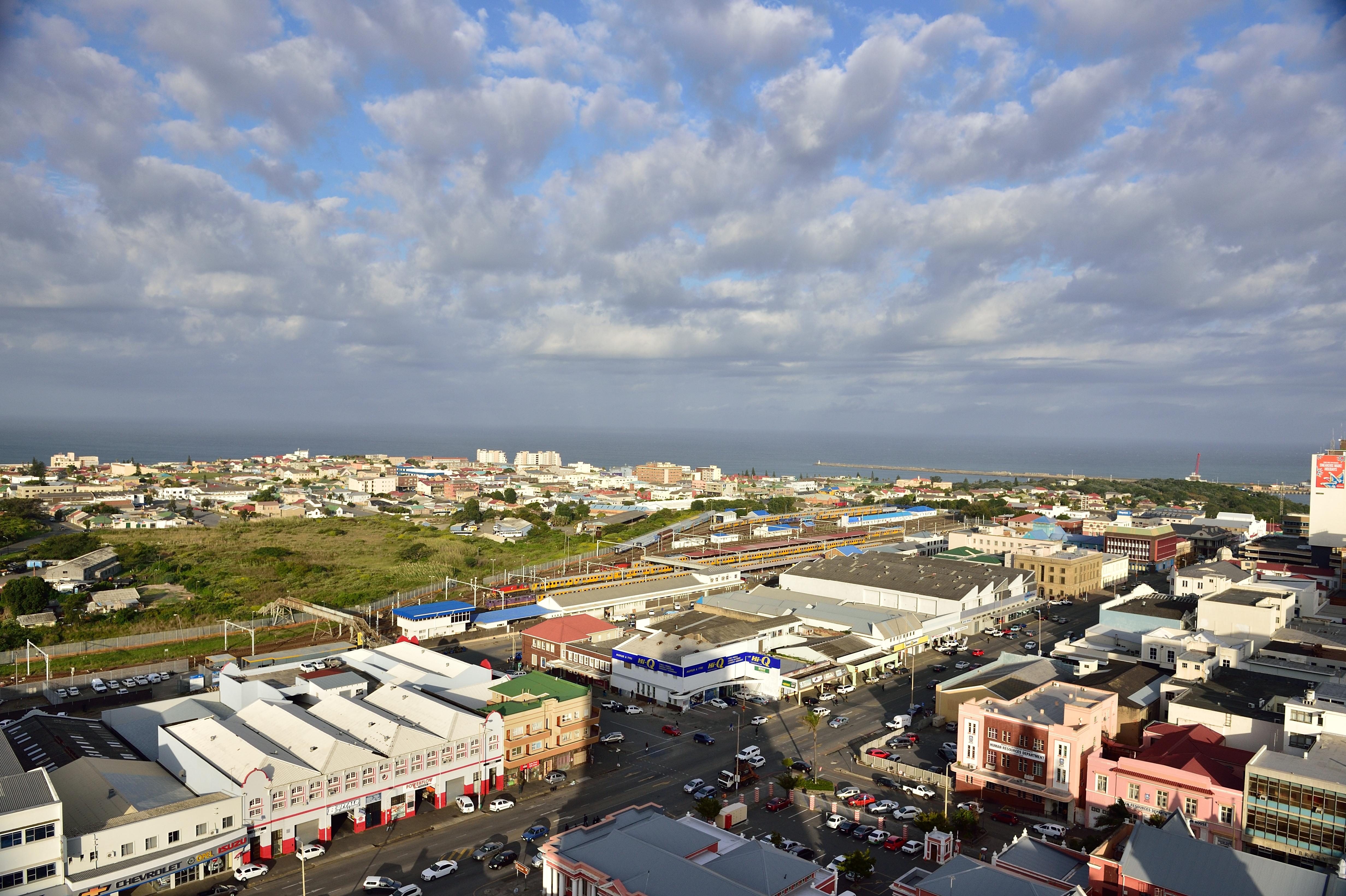
바다를 향해 보이는 이스트런던

이스트런던(East London; 코사어: eMonti; 아프리칸스어: Oos-Londen) )은 남아프리카 공화국의 이스턴 케이프주에 있는 도시다. 비쇼, 킹 윌리엄스 타운 등과 함께 버팔로 시티 메트로폴리탄 자치구(Buffalo City Metropolitan Municipality)를 이루는 남동쪽 해안에 있는 도시다. 이 도시는 버팔로 강과 나훈 강 사이에  자리잡고 있으며, 인도양을 마주하고 있다. 남아공에서는 유일하게 강 유역에 설치된 항구를 소유하고 있다. 2011년 현재 이스트런던의 인구는 267,000명이 넘고, 버팔로 메트로의 인구는 755,000명이 넘는다.

## 역사

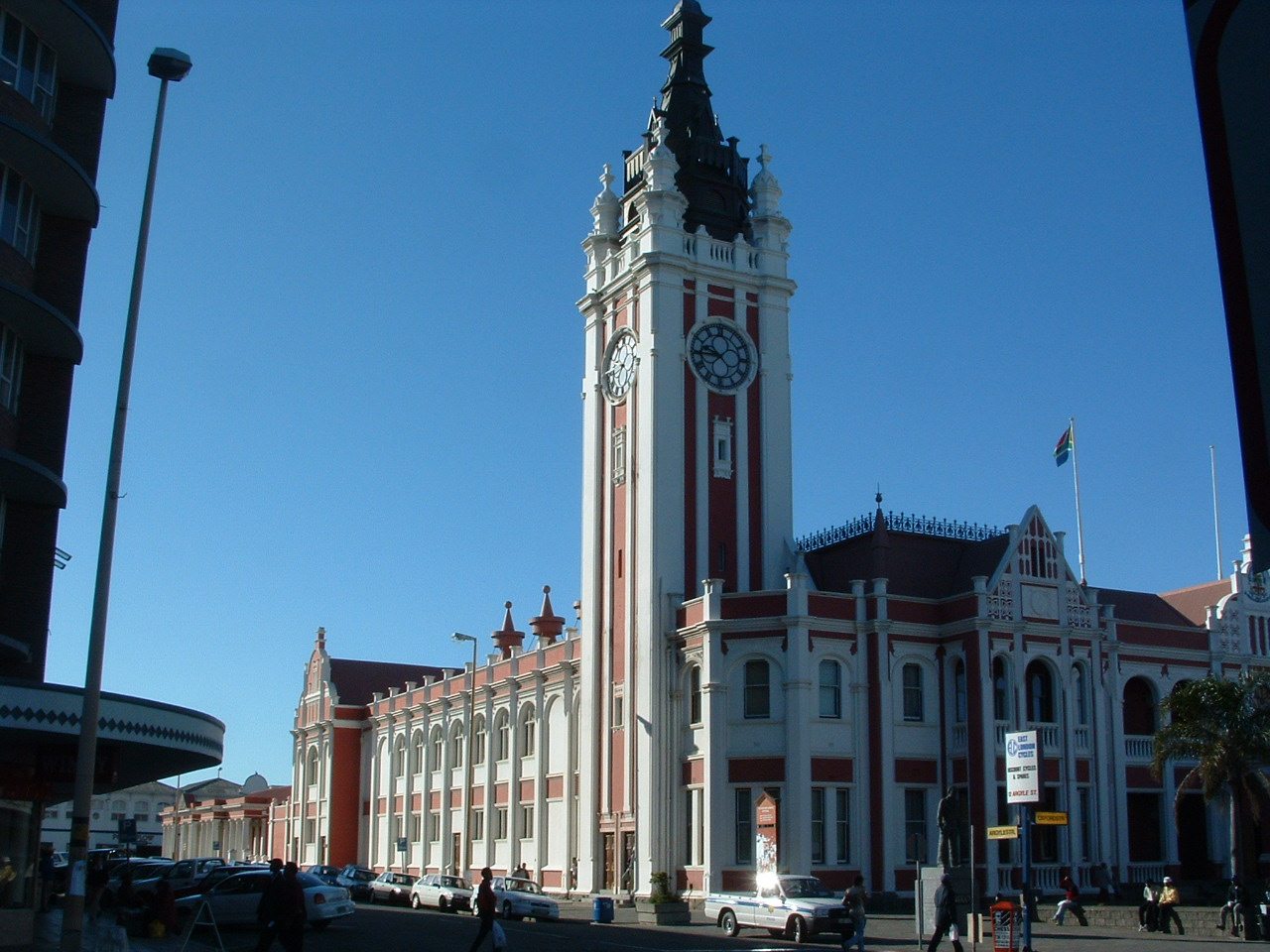
이스트런던 시청

### 초기 역사
1820년 정착민 중 한 명인 존 베일리(John Bailie)는 버팔로 강 하구를 조사하여 1836년에 마을을 세웠다. 시그널 힐(Signal Hill)에는 그 행사를 기념하는 기념비가 있다. 이 도시는 남아공에서 유일한 강 항구를 중심으로 형성되었으며, 원래 포트 렉스(Port Rex)로 알려져 있었다. 후에 영국의 수도를 기념하여 런던으로 개칭되어 이스트 런던이라는 이름이 붙여졌다. 웨스트 뱅크(West Bank)로의 정착은 1914년 도시 지위로 격상된 이스트런던의 핵심이었다.
19세기 초 중반 영국 정착민들과 코사 부족민 사이의 국경 전쟁 동안, 이스트런던은 약 50킬로미터 떨어져있는 킹 윌리엄스 타운에 있는 군 사령부에 서비스를 제공하는 보급항 역할을 했다. 영국군 요새인 포트 글래모건(Fort Glamorgan)은 1847년 웨스트 뱅크에 세워졌고, 같은 해에 케이프 식민지(Cape Colony)에 합병되었다. 이 요새는 영국령 카프라리아(British Kaffraria)로 알려진 국경지역에 있는 포트 머레이, 포트 화이트, 포트 콕스, 포트 헤어, 포트 잭슨, 포트 뷰포트 등 영국에서 건설된 요새 중 하나이다.
이후 항구의 발달로 독일 정착민들을 포함한 영주권자들이 정착하게 되었는데, 이들 대부분은 총각들이었다. 이 정착민들은 스터터하임(Stutterheim)과 베를린(Berlin)과 같은 이스트런던 인근의 몇몇 마을의 독일 이름을 책임졌다. 오늘날, 게링, 살즈웨델, 핀케와 같은 독일의 성은 여전히 이스트런던에서 흔하지만, 정착민들의 후손들은 급속도로 영국화되었다.
인도양과 인접한 버팔로 강 하구에 있는 기존 항구는 1870년부터 운항을 시작했다. 1872년, 최초의 총리 존 몰테노의 지도하에 케이프 식민지는 영국으로부터 어느 정도의 독립을 얻었다. 새 정부는 1873년 이스트런던, 동이스트런던, 판뮤어의 세 근린 정착촌을 합병하여 현재 자치구의 핵심을 이루었고, 1876년 이 지역의 철도 노선에 공사를 시작하여 강 동쪽 둑에 착공했다. 동시에 이스트런던 항구의 건설을 시작했다. 이 새로운 기반 시설은 이 지역의 발전을 빠르게 가속화하여 오늘날 번창하고 있는 이스트 런던으로 발전시켰다.
버팔로 강을 가로지르는 특이한 이층 대교는 1935년에 완공되었으며, 오늘날까지 남아공에서 그 유형의 유일한 이층 다리다. 오늘날의 명소로는 게이틀리 하우스(Gately House), 시청, 케이프 철도, 나훈 박물관이 있다. 또한 1938년 이스트런던 근처의 찰룸나 강(Chalumna River) 어귀에서 어부들에 의해 발견된, 멸종된 것으로 생각했던 선사시대 물고기인 실러칸스를 소장하고 있는 이스트런던 박물관과 수많은 기념상 등이 있다.

### 아파르트헤이트 시기
1948년, 국민당은 남아공에서 정권을 잡았고, 인종차별 정책을 시행하기 시작했다. 인종간 분리 정책으로서의 아파르트헤이트는 이스트런던도 자유로울 수 없었다. 1950년, 모든 도시 지역의 절대적 분리를 의무화하는 법령집에 Group Areas Act가 게재되었다. 1951년, 이 법을 시행하기 위해 만들어진 기구인 토지 테뉴어 자문 위원회는 이스트런던의 인종 분포선을 따라 공간의 재분배에 대한 초기 조사를 실시했다. 아파르트헤이트가 등장하기 전 이스트런던에서는 오랫동안 주거지역 분리가 실행되어 왔다. 1941년, 이스트런던 시 당국은 이스트 뱅크 타운십(East Bank Township) 거주자들을 새로 건설된 덩컨 빌리지(Duncan Village)로 이동시켰다.
1951년, 이스트런던에서는 모든 인종간 재산 교환이 금지되었다. 1955년, 아말린다(Amalinda) 지역은 정부 관보 21호에 의해 백인 거주 구역으로 지정되었다. 이는 아프리칸 인구를 수용하기 위해 이 지역을 확장하려던 지자체의 계획이 포기된 것을 의미했다. 1953년, 이스트 뱅크의 주민들은 신시가지인 음탄자니 타운십(Mdantsane Township)으로 강제 이주되었다. 1966년 2월 아파르트헤이트 남아공 정부는 음탄자니를 별도의 독립정부(Homeland)로 정의했다. 1956년 아파르트헤이트 시기 건축가였던 헨리크 베르워드 남아공 대통령은 이스트런던 자치구가 기존의 던컨 빌리지 지역 확장을 금지하고, 음탄자니 지역 건설을 허가했다.
1961년, 이 계획들은 아시아와 유색인 거주지로 노스 엔드(North End)와 버팔로 플랫(Buffalo Flat) 지역을 통합하여 새로운 구역으로 쐐기를 박았다. 이 계획은 Black Sash, 노동조합, 그리고 다양한 흑인 사회 단체들을 포함한 수많은 단체들로부터 탄원서와 항의 서한을 불러일으키면서 시에 엄청난 분노를 불러일으켰다. 1967년, 이스트런던 시 당국은 파크사이드(Parkside), 파크리지(Parkridge), 버팔로 플래츠(Bufflao Flats) 지역을 유색인 지역으로 정하는 대신 나머지 도시의 대부분은 백인 거주 지역으로 선포했다. 던컨 빌리지의 일부 지역은 공사가 취소되면서 1973년에 아프리칸 현지인이 쫓겨났고, 유색인종과 아시아인을 위한 구역으로 세워졌다. 같은 해 새로 건설된 브레린(Braelynn) 지역은 인도인을 위한 곳으로, 버팔로 플랫스 익스텐션과 페퍼빌(Pefferville) 지역은 유색인 지역으로 선포되었다. 1983년 유색인 지역과 던컨 빌리지 지역의 건설 및 확장이 중단되었다.

### 아파르트헤이트 이후
1994년 아파르트헤이트가 종식된 후 이스트런던은 이스턴케이프주로 편입되었다. 2000년, 이스트런던은 버팔로 시 메트로폴리탄 자치구(Buffalo City Metropolitan Municipality; BCMM)의 일부가 되었고, 또한 킹 윌리엄스 타운(King William's Town), 비쇼(Bisho), 음탄자니(Mdantsane)로 구성되어 있으며 메트로의 자리도 차지하고 있다.

## 기후
| 이스트런던의 기후                                                        | 이스트런던의 기후 | 이스트런던의 기후 | 이스트런던의 기후 | 이스트런던의 기후 | 이스트런던의 기후 | 이스트런던의 기후 | 이스트런던의 기후 | 이스트런던의 기후 | 이스트런던의 기후 | 이스트런던의 기후 | 이스트런던의 기후 | 이스트런던의 기후 | 이스트런던의 기후 |
| 월                                                                       | 1월               | 2월               | 3월               | 4월               | 5월               | 6월               | 7월               | 8월               | 9월               | 10월              | 11월              | 12월              | 연간              |
| ------------------------------------------------------------------------ | ----------------- | ----------------- | ----------------- | ----------------- | ----------------- | ----------------- | ----------------- | ----------------- | ----------------- | ----------------- | ----------------- | ----------------- | ----------------- |
| 역대 최고 기온 °C (°F)                                                   | 36.4 (97.5)       | 42.6 (108.7)      | 44.0 (111.2)      | 35.9 (96.6)       | 37.0 (98.6)       | 32.8 (91.0)       | 34.3 (93.7)       | 37.5 (99.5)       | 41.7 (107.1)      | 40.9 (105.6)      | 40.3 (104.5)      | 38.2 (100.8)      | 44.0 (111.2)      |
| 일평균 최고 기온 °C (°F)                                                 | 25.9 (78.6)       | 26.3 (79.3)       | 25.5 (77.9)       | 24.0 (75.2)       | 23.2 (73.8)       | 21.9 (71.4)       | 21.5 (70.7)       | 21.6 (70.9)       | 21.6 (70.9)       | 22.4 (72.3)       | 23.4 (74.1)       | 24.7 (76.5)       | 23.5 (74.3)       |
| 일일 평균 기온 °C (°F)                                                   | 22.1 (71.8)       | 22.5 (72.5)       | 21.5 (70.7)       | 19.6 (67.3)       | 18.0 (64.4)       | 16.3 (61.3)       | 15.9 (60.6)       | 16.3 (61.3)       | 17.0 (62.6)       | 18.2 (64.8)       | 19.4 (66.9)       | 21.0 (69.8)       | 19.0 (66.2)       |
| 일평균 최저 기온 °C (°F)                                                 | 18.3 (64.9)       | 18.7 (65.7)       | 17.5 (63.5)       | 15.1 (59.2)       | 12.8 (55.0)       | 10.7 (51.3)       | 10.2 (50.4)       | 11.0 (51.8)       | 12.3 (54.1)       | 14.0 (57.2)       | 15.3 (59.5)       | 17.2 (63.0)       | 14.4 (57.9)       |
| 역대 최저 기온 °C (°F)                                                   | 9.0 (48.2)        | 11.0 (51.8)       | 10.3 (50.5)       | 7.2 (45.0)        | 4.4 (39.9)        | 2.6 (36.7)        | 1.8 (35.2)        | 3.1 (37.6)        | 5.0 (41.0)        | 5.9 (42.6)        | 8.5 (47.3)        | 8.4 (47.1)        | 1.8 (35.2)        |
| 평균 강수량 mm (인치)                                                    | 89 (3.5)          | 72 (2.8)          | 93 (3.7)          | 89 (3.5)          | 39 (1.5)          | 32 (1.3)          | 42 (1.7)          | 55 (2.2)          | 56 (2.2)          | 81 (3.2)          | 98 (3.9)          | 76 (3.0)          | 822 (32.4)        |
| 평균 강수일수 (≥ 1.0 mm)                                                 | 9.0               | 8.2               | 8.2               | 7.4               | 3.6               | 2.9               | 3.3               | 5.0               | 5.3               | 8.1               | 8.9               | 9.0               | 79                |
| 평균 상대 습도 (%)                                                       | 80                | 82                | 82                | 78                | 72                | 66                | 67                | 71                | 77                | 78                | 80                | 80                | 76                |
| 평균 월간 일조시간                                                       | 221.3             | 203.8             | 212.6             | 210.1             | 224.9             | 223.5             | 229.3             | 238.3             | 221.3             | 211.5             | 211.8             | 214.4             | 2,622.8           |
| 출처 1: 미국 해양대기청 (평년값: 1991년~2020년, 상대습도: 1961년~1990년) |                   |                   |                   |                   |                   |                   |                   |                   |                   |                   |                   |                   |                   |
| 출처 2: 독일 기상청 (극값: 1939년~1990년), 남아프리카 공화국 기상청      |                   |                   |                   |                   |                   |                   |                   |                   |                   |                   |                   |                   |                   |

## 관광지
- 이스트런던 아쿠아리움
- 이스트런던 동물원
- 이스트런던 박물관

## 교통

### 공항
이스트런던 공항이 있다.